# 查尔斯顿舞

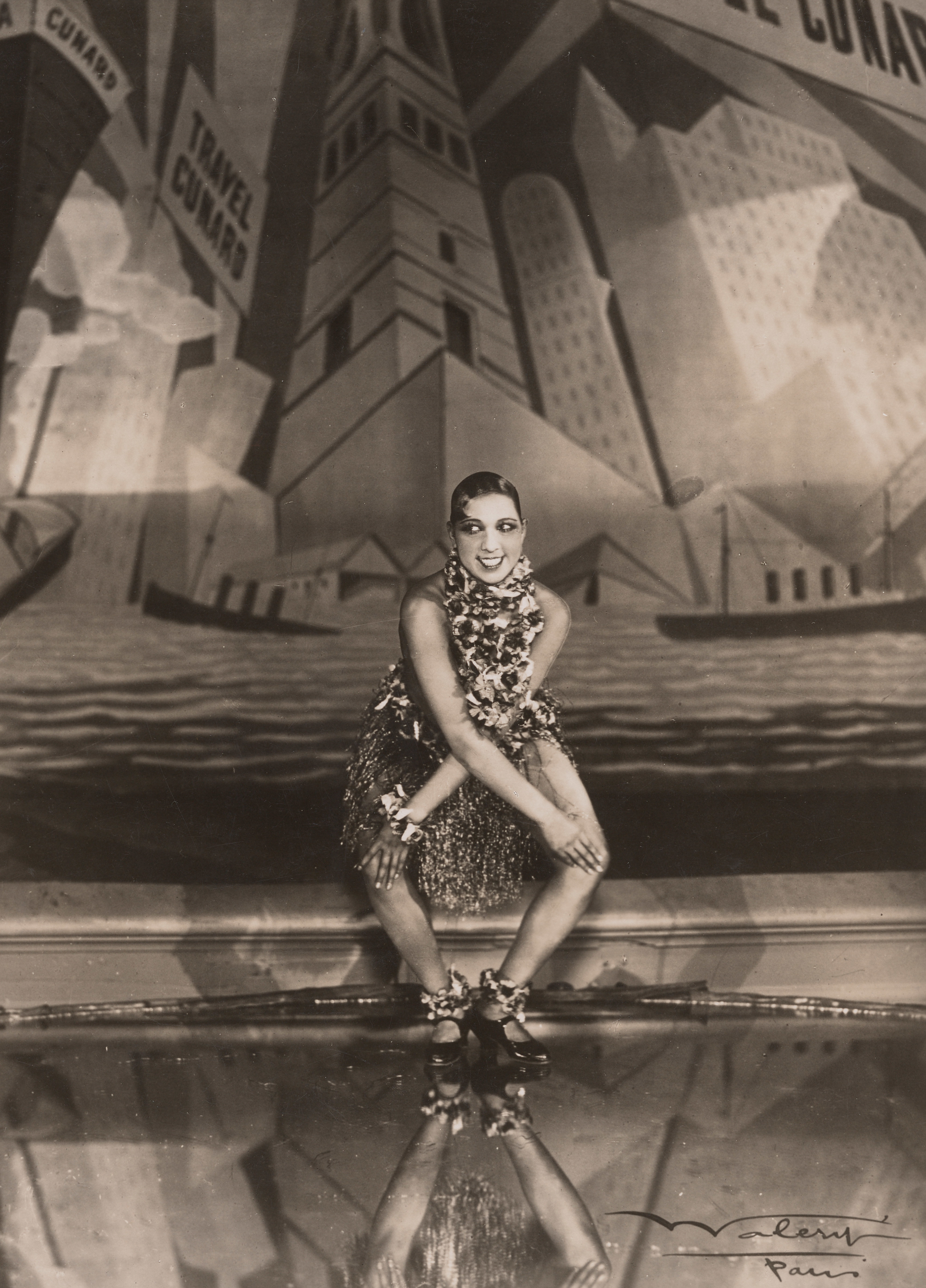
1926年約瑟芬·貝克在巴黎的女神遊樂廳跳查尔斯顿舞

## 简介
查尔斯顿在 20 世纪 20 年代由美国黑人社区创造，其动感、壮观的风格在当时获得了巨大的成功。它的名字来源于南卡罗来纳州的查尔斯顿市。1925 年，在香榭丽舍大街剧院演出的 "Revue nègre "舞团和美国黑人舞蹈家约瑟芬-贝克（Josephine Baker）将查尔斯顿舞传入法国，约瑟芬-贝克还在当时的主要场所跳过查尔斯顿舞。从 1925 年到 1927 年，查尔斯顿舞在法国非常流行，但到了 1928 年就不那么流行了。
查尔斯顿舞是一种独舞、双人舞或集体舞，节奏狂热的爵士乐。它以身体重心从一条腿转移到另一条腿为基础，双脚向内翻转，膝盖微微弯曲。
黑底舞是这种舞蹈的变体，其切分二元节奏与查尔斯顿舞相同。这种舞蹈中最受欢迎的舞步之一是前后跳跃（Boogie）。
查尔斯顿舞，尤其是大学生查尔斯顿舞，是林迪-霍普舞和爵士根源舞（20 世纪 30 年代起源于哈莱姆的摇摆年代的舞蹈，分别由双人、独舞者和团体跳）的直接前身。
如今，hip-hop 和 deep house 舞者使用了这种舞蹈的许多舞步。
查尔斯顿舞在 1925 年也深受法国人的喜爱。

## 音乐
演奏过查尔斯顿舞曲的音乐家包括 ：
西德尼-贝切特

保罗-惠特曼（1925 年）

克劳德-卢特

红豆乐队

Firehouse Five Plus Two（由迪斯尼员工组成）

克里斯-巴伯（《黑底裤》、《小百合花》、《戴安娜》、《安提布大街上》、《咖啡磨坊》、《麝鼠漫步》、《12°街的抹布》）。